# Нештин
Нештин је насеље у општини Бачка Паланка, у Јужнобачком округу, иако се налази на територији Срема. Према попису из 2022. било је 613 становника. Насеље је од седишта општине удаљено приближно 8 километара, а због недостатка моста преко Дунава, најкраћи пут прелази преко територије Републике Хрватске, чија се граница (Нештин - Илок II) налази у непосредној близини.

## Историја места
Историја села се протеже далеко у прошлост, још од млађег каменог доба, ово подручје је било насељено. У пред-римско време насељавали су га келтско племе Скордисци, затим и Римљани, који подижу утврђење на реци Дунав. То место и данас носи назив Кулуштра - од латинског Кастел или утврђење. Великом сеобом народа у 4. веку просторе Панонске низије насељавају словенска племена, а за њима долазе и Авари. Почетком 9. века заједно са Словенским племенима живе и Угари, под чијом државом ће се и налазити ово подручје.
У Нештину се налази кућа из 18. века која је под заштитом државе.
Нештинац Матеј Дамјановић објавио је обимно популарно дело 1814. године под насловом: "Домоводство или настављеније о земљеделији". Филип Христифорић је 1808. године био месни ђакон.
Из Нештина потиче Георгије Петровић (1766—1827), адвокат директор школа у дистрикту Будимском и цензор српских књига у Угарској. Објавио је две књиге: превод мађарске граматике и спис о производњи сока. Уређивао је и календаре, које је држава за Србе издавала.
Године 1885. место је у саставу Ердевичког изборног среза са својих 888 становника.
Овде се налази Нештински поток.

### Историја храма Светих врачева Козме и Дамјана
Нештин се први пут се спомиње 1323. године. После Угара у 14. веку на кратко је ово подручје ушло у састав средњовековне српске државе за време сремског краља Драгутина Немањића. После овог периода поново се враћа у састав Угарске. Такође је био под влашћу илочких властелина. Најездом Османлија у 16. веку подручје Нештина се налази под њиховом влашћу. Тек повлачењем Турака, Срби се насељавају у Нештину. То је и време када се трговина и пољопривредна производња ужурбано развија. По предању, 1750. године икона Пресвете Богородице, која је била у власништву породице Рашковић, је почела да точи сузе. О овоме био је и извештен тадашњи митрополит карловачки, а што се може видети из преписке тадашњег локалног пароха са митрополитом. То био повод за изградњу новога храма у селу. Са радовима се започело 1755. године на месту старе цркве која је била од прућа тзв. плетара.
- 1759. године Нештин добија нову цркву, чија је изградња почела 4 године раније. Иконостас рад Теодора Димитријевића Крачуна завршен је 1773. године и спада у ремек дела барокног иконописања код Срба. По завршетку изградње храма чудотворна икона Пресвете Богородице нештинске унесена је у свечаној литији у храм где је изложена и где се чува и данас.
- 1792. године реформама аустријске царице Марије Терзије и Нештин добија школу, која је у саставу православне цркве, која непрекидно ради све до данас.

У опису православног храма у Нештину стоји да је то једнобродна грађевина са високим звоником на западној страни, припада великој групи групи цркава које стилски представљају православну верзију барокне архитектуре. Северна и јужна фасада украшене су пиластрима повезаним луцима под којима су полукружно завршени прозори. Иконостас је резао Марко Гавриловић са сином Арсенијем Марковићем 1772, а осликао га је 1773. (сокл, престоне иконе, двери, апостоле и пророке) највећи барокни српски сликар друге половине XVIII века, Теодор Крачун. Он је насликао и иконе Крунисање Богородице и Богородица са Христом, као и икону св. Јована Златоустог са архијерејског трона. Иконе за нештински иконостас настале су после Крачуновог школовања у Бечу, али се током прве половине осме деценије он још увек придржавао ранобарокног стила који су му пренели његови први учитељи Василије Остојић и Димитрије Бачевић. Златна позадина на престоним иконама, хијератичност положаја и уздржаност геста везују га за претходну епоху угледања на православне позносредњовековне узоре, које напушта у наредној деценији када усваја каснобарокни ликовни израз. Икону са Богородичиног трона насликао је и потписао јереј Рафаило Милорадовић 1724. Три иконе Станоја Поповића сачуване су са старог нештинског иконостаса из 1741, док се друге три иконе данас чувају у Галерији Матице српске у Новом Саду. Царске двери су насликане средином XVIII века, а певничке иконе и северне двери, као и празничне иконе, сликао је Стефан Гавриловић 1800. године.

## Чудотворна Икона Пресвете Богородице Нештинске
Чудотворна икона Пресвете Богородице нештинске, спада у ред најпознатијих сузоточивих икона, чије је сликање јереј Рафаило Милорадовић из Бачке Паланке завршио 14. јуна 1724. године, за породицу Рашковић.
Овај иконописац је о свом послу оставио натпис на полеђини иконе у коме истиче невоље које су проистекле око сликања. Како сликар сам каже “и да сам знао каква е зла даска не би нигдар узео пословати”. Посао је ипак успешно привео крају, тако да на завршетку записа истиче “али се пригоди по срећи те ће бити икона”. Овај натпис је редак и драгоцен извор који потврђује да се у току прве половине XVIII века и у Карловачкој митрополији сачувало веровање у “добре” и “зле даске”. Сигурно да су се перипетије око настанка иконе усекле у колективно сећање парохијана нештинске црквене општине, али њен углед је порастао тек након две деценије, када се огласила као чудотворица.
Икона је први пут проплакала 8. септембра 1753, а точила је сузе наредна четири дана, а је била у власништву угледне породице Рашковића, која се преселила у Срем из Сјенице у време Велике сеобе под пећким патријархом Арсенијем III Чарнојевићем 1690. Следеће јесени, из Богородичине иконе у нештинској парохијској цркви су поново потекле сузе, о чему се сазнало и у самом митрополијском средишту. Истовремено се огласила плачем и Богородичина икона у цркви фрушкогорског манастира Дивша. Тако је извештај о њиховом плачу у протоколу карловачког митрополита Павла Ненадовића забележен на једном месту: “Прешедшее 1754. љета преблаги Бог и премилостиви, сице благословил изобилием пшеници, вина и овошчиами, јако неимјели људи сосоди доволни к собранију плодов, јашче принуждени и во ладјах собрати гроздовие, и некија икони Богоматере по Срему у Нешчину и у Дивши монастир слези из очес точили, јеже всешчедри Бог да изведет на благи конец”. Павле Георгијевић, митрополитов канцелариста, не упушта се у тумачење плача и чудотворно објављивање Богородичиних икона повезује превасходно са веровањем да оне могу да предсказују будуће догађаје.
Прецизнији опис првог сузоточивог објављивања Богородице Нештинске забележен је у протоколу манастира Дивше: “В лето Господне 1753. Месеца Септемра 8. у Нешчину бист чудо велие и преславное јако Икона Пресвјатија Владичици Богородици слези точила за четири дана, в сем зрјашчим и видевшим слези ходјашчја чрез всју Икону и дванадесјате стеле.” У завршном делу описа плача истиче се да је дванаест суза кружило иконом као дванаест звезда, што представља метафору визије Светог Јована Богослова из Откровења о жени која је имала венац око главе са дванаест звезда. (Откров. 12:1).
- 1848. године после мајске скупштине, одржане у Сремским Карловцима и реакцијама на догађаје, један српски војник пуцао је на мађарску бродску оклопњачу Месарош и ранио капетана брода. У одмазди Мађара спаљено је 13 кућа и оштећена православна црква.

### Двадесети век
- Нештин затим улази у састав Краљевине СХС, да би у Другом светском рату био у саставу НДХ. 14. октобра, на дан Покрова Пресвете Богородице, усташка чета из Илока уз помоћ појединих лојалних мештана из Нештина врши масовна убиства у селу. Православни храм је тих година претрпео оштећења, а један одред усташа је и живео у цркви коју су у више наврата оскрнавили. Нештин је поднео велике жртве у Другом светском рату, јер је у том периоду страдало укупно 144 житеља овог фрушкогорског места.

У послератној историји место се брже развија 14. јула 1954. године долази струја у село, пољопривреда се развија, нарочито виноградарство, а касније и садња и производња крушака и брескви.
Такође је и спорт узео великог учешћа у ширењу нештинског имена не само у границама бивше државе, него по целом свету. Том је највише заслужан Оријентациони клуб Нештин оснивач др. Борислав Стевановић, чији су такмичари били многобројни светски прваци, као и прваци бивше и садашње државе.
Такође је и велика знаменитост места поменута православна црква светих врачева Козме и Дамјана из 1759. године са иконостасом радом Теодора Димитријевића Крачуна, чудотворном иконом Пресвете Богородице и великим бројем књига и предмета од 18. века па наовамо.
Тако је и сеоска слава 14. јула посвећена светим врачима Козми и Дамјану, коју славе сви житељи овог прелепог фрушкогорског места а врата су отворене за све госте зване и незване.
Нештин се поново, као много пута до сада, нашао поново на граници. Овај пут са Републиком Хрватском и до своје матичне општине Бачке Паланке, та граница се мора прећи, што је јединствен случај у Србији. Такође ђаци и који су запослени у Бачкој Паланци морају до школе и посла да прелазе границу уз обавезну контролу и задржавања на граници.

## Демографија
У насељу Нештин живи 697 пунолетних становника, а просечна старост становништва износи 44,3 година (42,1 код мушкараца и 46,5 код жена). У насељу има 346 домаћинстава, а просечан број чланова по домаћинству је 2,29.
Ово насеље је углавном насељено Србима (према попису из 2002. године).
|  |

| Демографија | Демографија | Демографија |
| Година      | Становника  | Становника  |
| ----------- | ----------- | ----------- |
| 1900.       | 2.268       |             |
| 1910.       | 2.373       |             |
| 1921.       | 2.412       |             |
| 1931.       | 2.490       |             |
| 1948.       | 1.120       |             |
| 1953.       | 1.163       |             |
| 1961.       | 1.217       |             |
| 1971.       | 1.088       |             |
| 1981.       | 1.043       |             |
| 1991.       | 1.002       | 984         |
| 2002.       | 900         | 927         |

| Етнички састав према попису из 2002.‍ | Етнички састав према попису из 2002.‍ | Етнички састав према попису из 2002.‍ | Етнички састав према попису из 2002.‍ | Етнички састав према попису из 2002.‍ |
| ------------------------------------ | ------------------------------------ | ------------------------------------ | ------------------------------------ | ------------------------------------ |
|                                      |                                      |                                      |                                      |                                      |
| Срби                                 | Срби                                 |                                      | 689                                  | 76,55%                               |
| Хрвати                               | Хрвати                               |                                      | 86                                   | 9,55%                                |
| Словаци                              | Словаци                              |                                      | 56                                   | 6,22%                                |
| Југословени                          | Југословени                          |                                      | 5                                    | 0,55%                                |
| Роми                                 | Роми                                 |                                      | 2                                    | 0,22%                                |
| Муслимани                            | Муслимани                            |                                      | 2                                    | 0,22%                                |
| Македонци                            | Македонци                            |                                      | 2                                    | 0,22%                                |
| Албанци                              | Албанци                              |                                      | 2                                    | 0,22%                                |
| Украјинци                            | Украјинци                            |                                      | 1                                    | 0,11%                                |
| Немци                                | Немци                                |                                      | 1                                    | 0,11%                                |
| непознато                            | непознато                            |                                      | 22                                   | 2,44%                                |

| Година пописа     | 1948. | 1953. | 1961. | 1971. | 1981. | 1991. | 2002. |
| ----------------- | ----- | ----- | ----- | ----- | ----- | ----- | ----- |
| Број домаћинстава | 327   | 346   | 381   | 339   | 352   | 345   | 346   |

| Број чланова      | 1  | 2  | 3  | 4  | 5  | 6  | 7 | 8 | 9 | 10 и више | Просек |
| ----------------- | -- | -- | -- | -- | -- | -- | - | - | - | --------- | ------ |
| Број домаћинстава | 97 | 91 | 57 | 69 | 18 | 14 | 0 | 0 | 0 | 0         | 2,60   |

| Пол    | Укупно | Неожењен/Неудата | Ожењен/Удата | Удовац/Удовица | Разведен/Разведена | Непознато |
| ------ | ------ | ---------------- | ------------ | -------------- | ------------------ | --------- |
| Мушки  | 369    | 100              | 237          | 14             | 16                 | 2         |
| Женски | 399    | 55               | 240          | 93             | 10                 | 1         |
| УКУПНО | 768    | 155              | 477          | 107            | 26                 | 3         |

| Пол    | Укупно                    | Пољопривреда, лов и шумарство | Рибарство                            | Вађење руде и камена | Прерађивачка индустрија       |
| ------ | ------------------------- | ----------------------------- | ------------------------------------ | -------------------- | ----------------------------- |
| Мушки  | 197                       | 103                           | 0                                    | 0                    | 28                            |
| Женски | 132                       | 65                            | 0                                    | 0                    | 8                             |
| УКУПНО | 329                       | 168                           | 0                                    | 0                    | 36                            |
| Пол    | Производња и снабдевање   | Грађевинарство                | Трговина                             | Хотели и ресторани   | Саобраћај, складиштење и везе |
| Мушки  | 0                         | 17                            | 11                                   | 1                    | 11                            |
| Женски | 1                         | 1                             | 34                                   | 2                    | 0                             |
| УКУПНО | 1                         | 18                            | 45                                   | 3                    | 11                            |
| Пол    | Финансијско посредовање   | Некретнине                    | Државна управа и одбрана             | Образовање           | Здравствени и социјални рад   |
| Мушки  | 0                         | 1                             | 15                                   | 1                    | 1                             |
| Женски | 4                         | 0                             | 3                                    | 6                    | 6                             |
| УКУПНО | 4                         | 1                             | 18                                   | 7                    | 7                             |
| Пол    | Остале услужне активности | Приватна домаћинства          | Екстериторијалне организације и тела | Непознато            | Непознато                     |
| Мушки  | 6                         | 0                             | 0                                    | 2                    | 2                             |
| Женски | 2                         | 0                             | 0                                    | 0                    | 0                             |
| УКУПНО | 8                         | 0                             | 0                                    | 2                    | 2                             |